# كينتا موراياما
كينتا موراياما (باليابانية: 村山謙太؛ بالكانا: むらやま けんた) هو منافس ألعاب قوى ياباني، ولد في 23 فبراير 1993.

## وصلات خارجية
- كينتا موراياما على موقع الاتحاد الدولي لألعاب القوى (الإنجليزية)
- كينتا موراياما على موقع الرابطة اليابانية لاتحادات ألعاب القوى (اليابانية)